# Райгородок (Бердичівський район)
Райгородо́к, село в Україні на Придніпровській височині, у Бердичівському районі Житомирської області. Відстань до райцентру становить близько 19 км і проходить автошляхом Р31.

## Історія
У березні 1631 року шляхтич Олександр Макарович Ледуховський за позику у сумі 11 000 золотих узяв у житомирського старости Януша Тишкевича в заставу містечко Райгородок і село Терехове Житомирського повіту Київського воєводства. Судячи з усього, Я.Тишкевич не повернув борг, тому містечко Райгородок стало місцем проживання Олександра Ледуховського. Саме тут 1 лютого 1633 р. він склав тестамент, заповівши поховати його в православному монастирі в селі Дениші, а суму, записану на Райгородку та рухоме майно заповів дружині й дітям.
У 1811 році містечко належало російському полководцю, генералу від інфантерії, кавалеру різних орденів, графу Михайлу Іларіоновичу Голєніщеву-Кутузову.
У 1870 р. містечко Житомирського повіту, налічувало 509 (?) мешканців, з них 37 % євреї, мало синагогу, церкву, молитовний будинок, 26 магазинів, 18 ремісників, броварня. Було у власності Т.Сарнецького, потім — Мечислава Мазаракі.
У 1906 році містечко Озадівської волості Житомирського повіту Волинської губернії. Відстань від повітового міста 57 верст, від волості 7, мешканців 3279.
Колишнє єврейське містечко. У серпні 1919 року тут відбулися бої І Корпусу Української Галицької Армії з більшовиками.

## Населення
У 1906 році в містечку нараховувалось 3279 мешканців. 35 % з них були євреями.
Не менше 33 осіб було вбито голодом в 1932-1933 роках.
245 жителів села брало участь у Другій Світовій війні на боці Радянського Союзу. Вони відзначені урядовими нагородами. 159 чоловік загинуло в боях.
Згідно з переписом УРСР 1989 року чисельність наявного населення села становила 1074 особи, з яких 506 чоловіків та 568 жінок.
За переписом населення України 2001 року в селі мешкало 878 осіб.

### Мова
Розподіл населення за рідною мовою за даними перепису 2001 року:
| Мова       | Відсоток |
| ---------- | -------- |
| українська | 98,87 %  |
| російська  | 1,02 %   |
| білоруська | 0,11 %   |

## Установи та заклади
З 2005 р. у селі діє християнський центр реабілітації алко-і наркозалежних осіб — ЛЕ ХАЙМ(ЗА ЖИТТЯ). На базі центру проводяться тренінги для служителів подібних реабілітаційних центрів.
На території населеного пункту знаходиться Райгородський ліцей ім.В.К.Олійника (Героя Радянського Союзу). Почесне найменування тоді ще середній школі присвоєно 15 липня 1968 року . У 1981 році збудовано приміщення нової школи . З вересня 2011 року в школі діє музейна кімната, присвячена Герою Радянського Союзу Олійнику Вадиму Клавдійовичу.
В 2019 році в селі функціонували будинок культури, бібліотека з фондом 21,5 тис. книг, лікарська амбулаторія, дошкільний навчальний заклад, а також пошта та торговельні точки.
Свято-Успенський Храм Бердичівського Благочиння, Житомирської Єпархії, РПЦ в Україні, настоятель ієр. Віталій Левківський

## Пам'ятки
Райгород уроч.Замок - городище ХVI – ХVIII століть на південній околиці села, в урочищі Замок (охоронний №3318), розмір – 300 на 100 метрів, в ХІХ столітті – над ставом. Розташоване поруч з шосе на пагорбі, що знаходиться в гирлі невеликого струмка, оточене по периметру валом. Вал високий і крутий - до 3-х метрів висотою, але збережений лише на окремих ділянках. Розміри городища з півночі на південь - близько 300 м і з заходу на схід близько 100 м. Пам'ятка забудована садибами села та городами. На території городища зустрічаються гончарна кераміка та червоноглиняні кахлі 16-17 ст. Обстежене І.П.Русановою в 1961 році.
Комплекс будівель садиби Мазаракі. Основна будівля палацу збудована власником садиби Мечиславом Мазаракі 1887р за проєктом польського архітектора Станіслава Борецького (Stanisław Borecki). Палац відомий під назвою «Вілла Мазаракі», перебуває в приватній власності в стані руйнації.
Могила невідомого солдата (охоронний №1498) - знаходиться серед парку .
Братська могила радянських воїнів (охоронний №1479) - знаходиться навпроти "Вілли Мазаракі". В могилі поховано 150 (173?) осіб  ..
Братська могила радянських воїнів (охоронний №1496) - знаходиться на кладовищі  ..
Бюст Володимира Ульянова ("Леніна") - з 1953 до березня 2014 року знаходився в парку біля "Вілли Мазаракі"  .  
Пам'ятник (1967 р.) воїнам які віддали своє життя під час визволення села в часи Другої Світової війни.
Меморіальна дошка ( 15 липня 1968р.) на будинку школи випускнику школи Герою Радянського Союзу Олійнику Вадиму Клавдійовичу з написом "У цій школі з 1 вересня 1937 року по 30 червня 1940 року навчався Герой Радянського Союзу Олійник Вадим Клавдійович" У 1981 році меморіальну дошку перенесли до нової школи.
Пам'ятник та меморіальна дошка (9 травня 1971 р.) випускнику школи Герою Радянського Союзу Олійнику Вадиму Клавдійовичу. Знаходиться біля Райгородського ліцею  .. Автор бюсту – В.Г. Кізюк. На відкритті були присутні мати героя Марія Ксенофонтівна Олійник, сестра Аліна Клавдіївна, представники влади, учні школи. У 1981 році бюст перенесли до нової школи.
Пам'ятний знак жертвам голодомору 2008р. (охоронний №3733) - біля Будинку культури.

## Постаті
- Борисовський Богдан Вадимович (1993—2024) — старший солдат Збройних сил України, учасник російсько-української війни, повний кавалер ордена «За мужність».
- Козарук Петро Михайлович (1977—2017) — старший сержант Збройних сил України, учасник російсько-української війни.
- Коренівський Сергій Петрович (1981—2014) — старший прапорщик Збройних сил України, учасник російсько-української війни.
- Бондарчук Є.А. - кандидат історичних наук[23].